# Эфрос, Алексей Алексеевич
Алексей Алексеевич Эфрос (род. 4 апреля 1975, Ленинград, СССР) — американский информатик, работающий в области компьютерного зрения.
Родился в семье сотрудника Физико-технического института имени Иоффе Алексея Эфроса; когда сыну было 14 лет семья эмигрировала в США, в 1991 году поселившись в Солт-Лейк-Сити. Окончил Университет Юты в 1997 году, в 2003 году под руководством Джитендры Малика в Калифорнийском университете в Беркли защитил докторскую диссертацию. По окончании аспирантуры в течение года был научным сотрудником в Оксфордском университете, где работал с Эндрю Зиссерманом, после чего перешёл в Университет Карнеги — Меллона; с 2013 года — в Калифорнийском университете в Беркли.
В 2008 году стал гуггенхаймовским стипендиатом; в 2016 году награждён премией ACM в области вычислительной техники.